# 파이어챗
파이어챗(FireChat)은 오픈가든(Open Garden)에서 개발한 모바일 메신저 앱이다. 무선 메시 망을 이용하여 인터넷 연결 없이도 블루투스, 와이파이 또는 애플의 멀티피어를 통해 스마트폰 간에 P2P 방식으로 메시지를 전송할 수 있는 서비스다.
개발할 때 본래 염두에 둔 것은 아니었지만 시위에서 참가자의 커뮤니케이션 도구로 사용되기도 했다.
현재 서비스가 중단되었다. 공식 사이트는 404 오류 페이지를 표시하고, 앱은 2018년 이후로 업데이트되지 않고 있다.

## 활용 사례
2014년 이라크 정부가 인터넷 사용을 제한하자 인기를 얻었으며 2014년 홍콩 시위 기간 동안에도 사용되었다. 2015년 에콰도르 시위 동안 시위대에 의해 홍보되기도 했다. 2015년 9월 11일, 카탈루냐 공화국 독립을 지지하는 시위인 "Free Way to the Catalan Republic" 동안 131,000번 사용되었다. 2016년 1월, 인도 하이데라바드 대학교의 학생들은 Rohith Vemula라는 박사과정 학생의 자살 이후 시위를 벌이던 중 대학에서 와이파이를 차단하자 일부 학생들이 파이어챗을 사용한 것으로 알려졌다.